# Puliyankudi
Puliyankudi (o Puliyangudi) è una suddivisione dell'India, classificata come municipality, di 60.142 abitanti, situata nel distretto di Tirunelveli, nello stato federato del Tamil Nadu. In base al numero di abitanti la città rientra nella classe II (da 50.000 a 99.999 persone).

## Geografia fisica
La città è situata a 9° 10' 0 N e 77° 25' 0 E e ha un'altitudine di 189 m s.l.m..

## Società

### Evoluzione demografica
Al censimento del 2001 la popolazione di Puliyankudi assommava a 60.142 persone, delle quali 30.100 maschi e 30.042 femmine. I bambini di età inferiore o uguale ai sei anni assommavano a 6.883, dei quali 3.501 maschi e 3.382 femmine. Infine, coloro che erano in grado di saper almeno leggere e scrivere erano 38.321, dei quali 22.080 maschi e 16.241 femmine.